# بين بروس
بين بروس (بالإنجليزية: Ben Bruce)‏ هو موسيقي وعازف قيثارة ومغن مؤلف بريطاني، ولد في 31 أكتوبر 1988 في لندن في المملكة المتحدة.

## وصلات خارجية
- بين بروس على موقع IMDb (الإنجليزية)
- بين بروس على موقع ميوزك برينز (الإنجليزية)
- بين بروس على موقع أول ميوزيك (الإنجليزية)
- بين بروس على موقع ديسكوغز (الإنجليزية)